# Dennis Hauger
Dennis Hauger (Oslo, 17 marzo 2003) è un pilota automobilistico norvegese vincitore del Campionato Italiano di Formula 4  nel 2019 e del Campionato FIA di Formula 3 nel 2021. Dal 2017 al 2023 è stato nella Academy Red Bull.

## Carriera

### Karting
Nato a Oslo ma cresciuto ad Aurskog, Hauger ha iniziato la sua carriera nel karting all'età di cinque anni, vincendo la sua prima gara all'età di otto anni.  Nel 2014, Hauger ha conquistato il titolo ROK International nella categoria Mini e lo ha seguito l'anno successivo rivendicando titoli di categoria Mini nel Vega Winter Trophy, nel campionato italiano karting e nei campionati WSK Champions Cup e Super Masters. Nel 2016, Hauger è diventato il più giovane campione di sempre a rivendicare il titolo juniores DKM e ha ripetuto questa impresa l'anno successivo per diventare il più giovane campione DKM, fino a quando Harry Thompson ha conquistato il titolo nel 2018.

### Formule minori

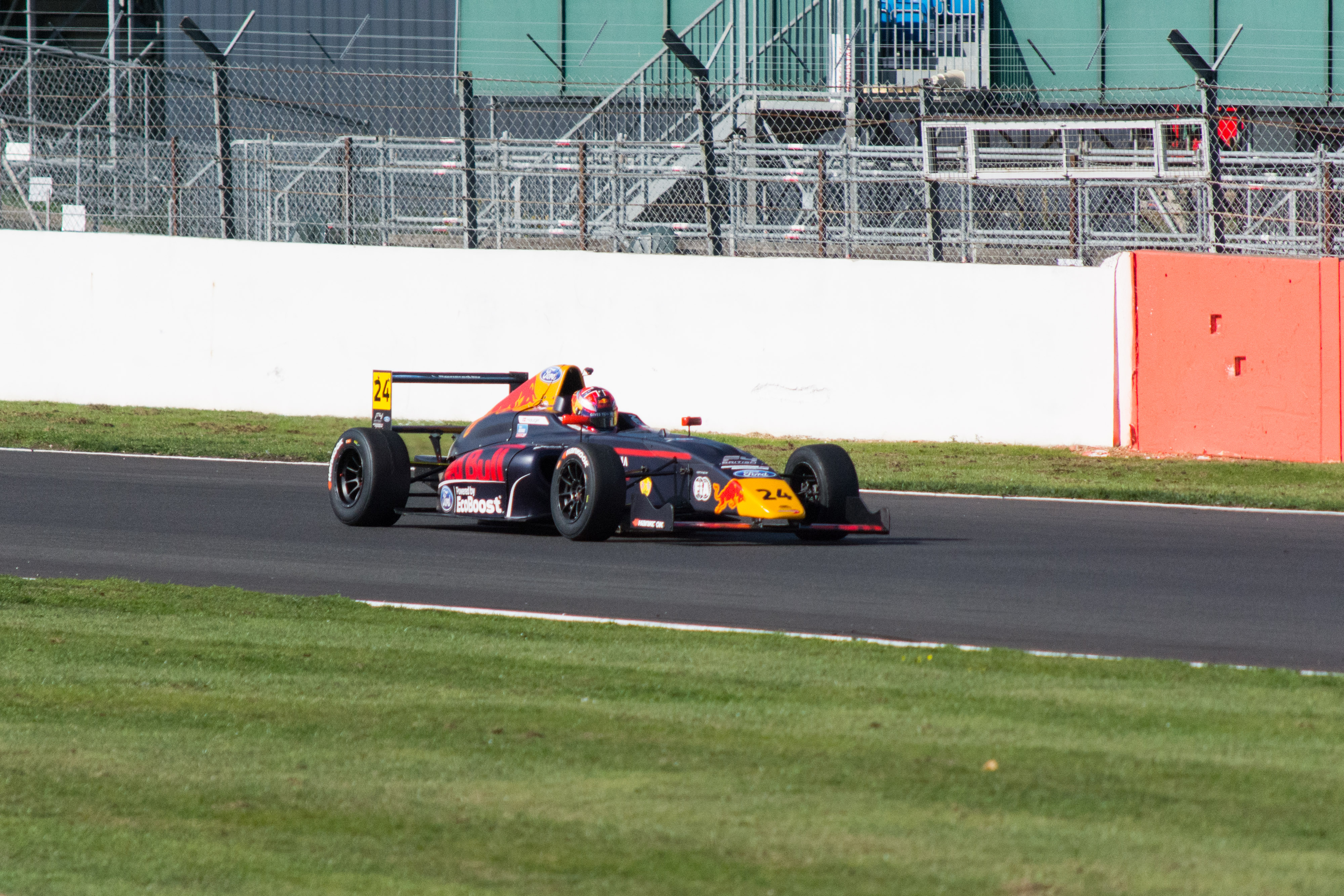
Hauger a Silverstone nel 2018

L'anno seguente, Hauger rimase al livello di Formula 4, ma passò alla Van Amersfoort Racing per contendersi i campionati ADAC Formula 4 e Formula 4 Italiana. Nel campionato ADAC, Hauger ha ottenuto sei vittorie, tra cui una nella gara di supporto di Formula Uno all'Hockenheimring, e ha finito come secondo classificato del campionato a Théo Pourchaire. Nel campionato italiano, Hauger ha ottenuto dodici vittorie, tra cui un grande slam del fine settimana nel finale di stagione a Monza, e ha sigillato il titolo con un round da risparmiare davanti ai colleghi piloti juniores di F1 Gianluca Petecof della Ferrari e Paul Aron della Mercedes. Le sue prestazioni aiutarono anche Van Amersfoort Racing a vincere il campionato a squadre.

### Euroformula Open
Nell'agosto 2019, Motopark ha annunciato che Hauger avrebbe fatto il suo esordio nel campionato a Silverstone sostituendo Liam Lawson, avendo dovuto aspettare un round a causa di scontri con ADAC Formula 4 Championship al Red Bull Ring. Il fine settimana di gara ha visto Hauger prendere un sesto posto nella prima gara e un quinto posto nella seconda gara.

### FIA Formula 3
Nell'ottobre 2019, Hauger ha partecipato al secondo e terzo giorno di test post-stagione a Valencia con Hitech Grand Prix. Nel gennaio 2020, la Red Bull ha confermato che Hauger avrebbe corso con la squadra britannica nella prossima stagione insieme ai colleghi junior della Red Bull Liam Lawson e Max Fewtrell junior della Renault. Rivendicando il suo primo podio nella gara sprint all'Hungaroring, ha concluso la stagione al diciassettesimo posto.

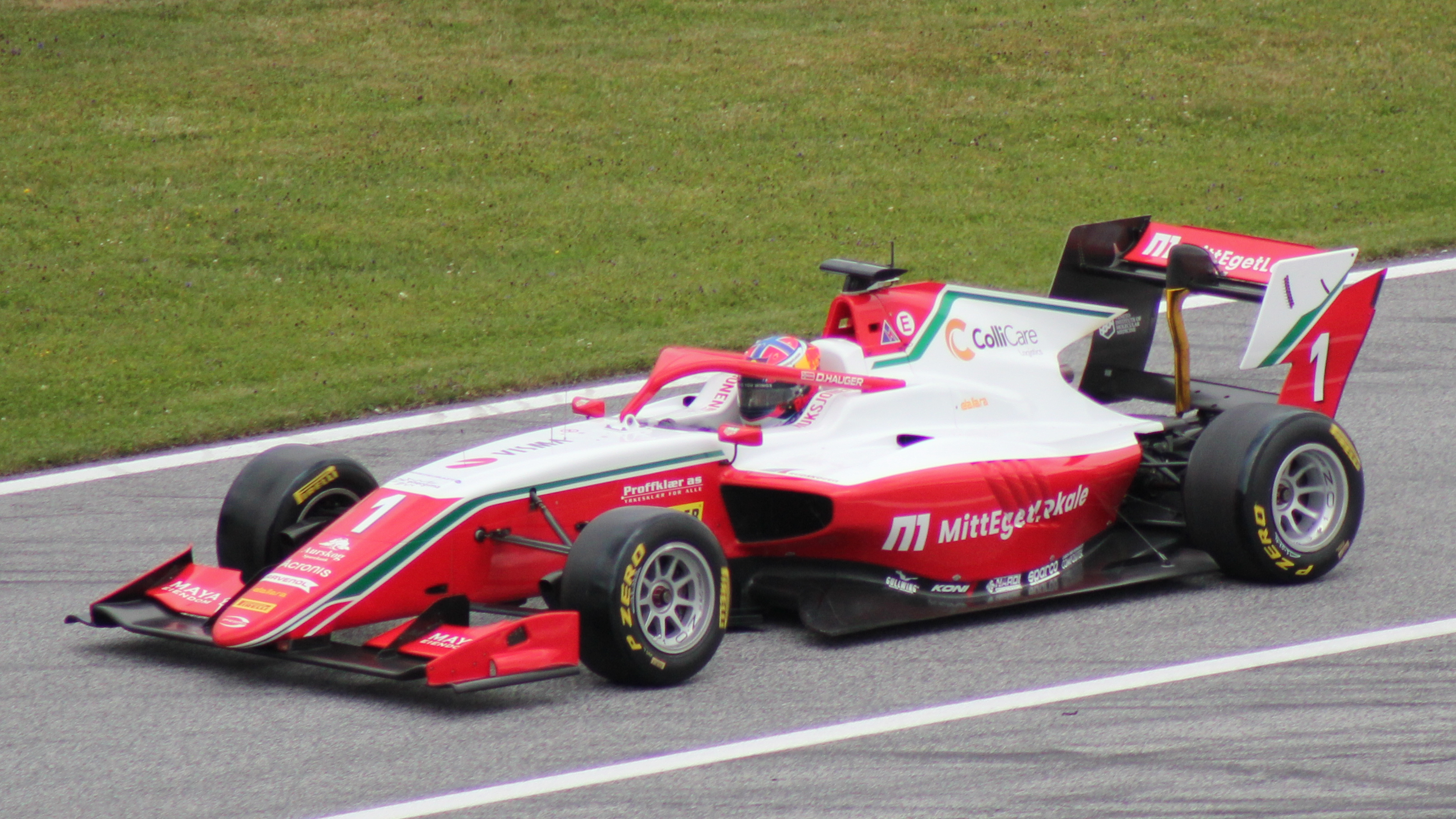
Hauger al Red Bull Ring nel 2021

Nel test post-stagione sul Circuito di Catalogna, Hauger si è unito alla Prema Racing. A dicembre, Prema ha confermato che Hauger avrebbe corso con loro nella stagione 2021 insieme ai piloti Olli Caldwell e Arthur Leclerc. Nella prima qualifica stagionale a Barcellona riesce a conquistare la pole position (per gara 3). Chiude ottavo in gara 1, mentre in gara 2 è costretto alla sostituzione dell'ala anteriore a pochi giri dalla fine per un contatto con Matteo Nannini mentre lottavano per la prima posizione. Il giorno dopo vince la gara 3, tenendo la testa della corsa dal primo all'ultimo giro. Al Paul Ricard il pilota norvegese conquista altri due secondi posti, utili per consolidare la testa della classifica generale. Hauger dimostra ancora di essere molto forte sul giro secco conquistando la pole anche in Austria.
Nella prima gara per l'inversione della griglia parte 12° ma rimonta vincendo la corsa davanti al compagno Olli Caldwell, anche nelle due gare successive riesce ad arrivare a podio allungando in classifica sugli inseguitori, mentre in Ungheria conquista la sua terza vittoria stagionale davanti a Arthur Leclerc. A Zandvoort conquista la sua terza pole potions stagionale davanti alla Trident di David Schumacher, partito davanti domina la gara conquistando la quarta vittoria stagionale. Con il secondo posto nella prima gara a Soči Hauger si laurea campione nella categoria.

### FIA Formula 2

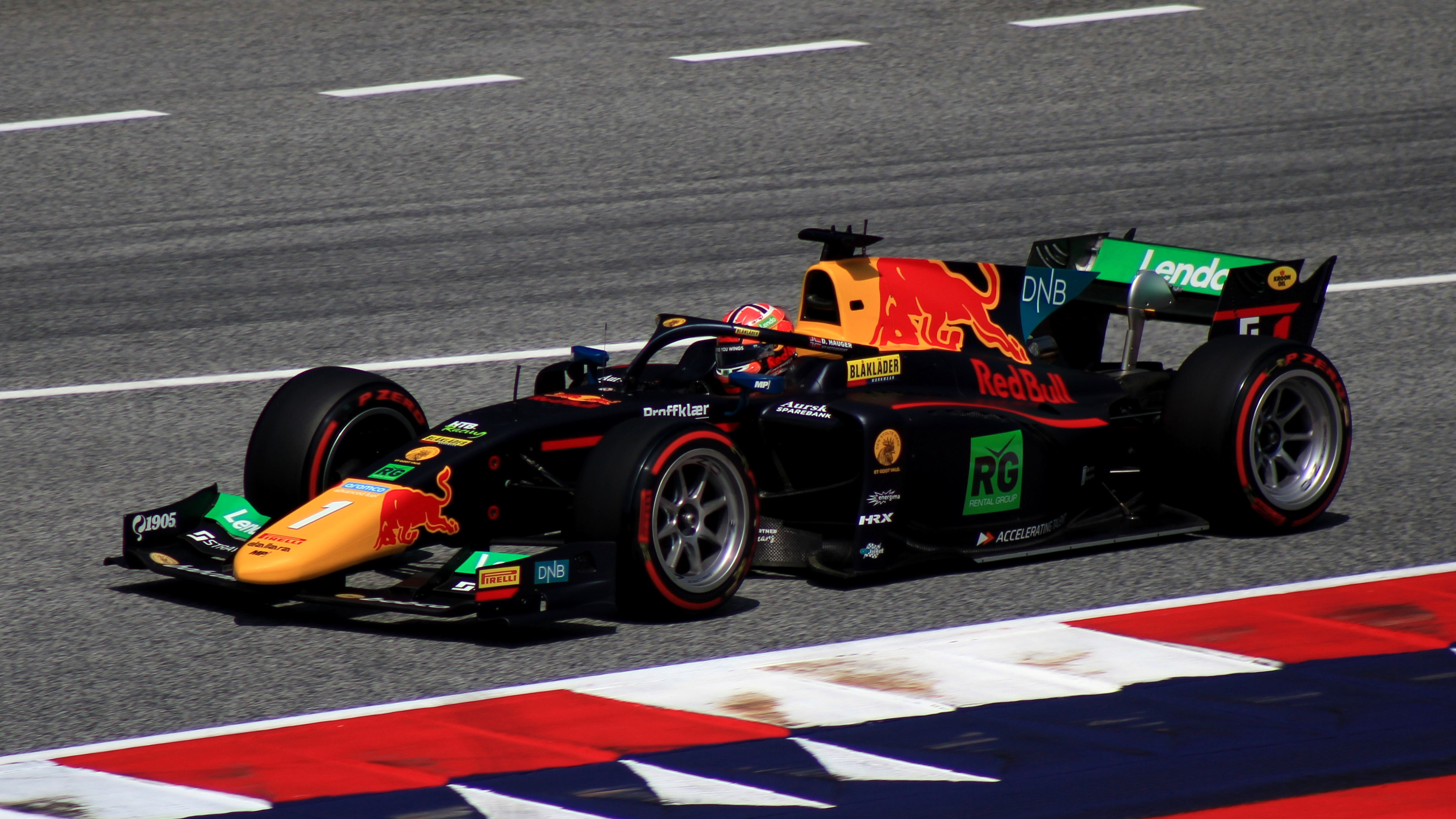
Hauger in Formula 2 nel 2023.

Sempre con il team Prema, nel 2021 Hauger partecipa ai test post-stagionali della Formula 2 sul Circuito di Yas Marina: Il 14 gennaio viene ufficializzato il suo passaggio in Formula 2 con il team Prema insieme a Jehan Daruvala. Dopo i primi risultati non entusiasmanti, nella Sprint Race di Imola conquista il suo primo podio nella categoria, chiudendo terzo dietro a Marcus Armstrong e Jehan Daruvala. Nella Sprint Race di Monaco ottiene la sua prima vittoria in Formula 2. Nel weekend successivo a Baku ottiene un'altra vittoria, questa volta nella Feature Race, grazie anche a un errore di Jüri Vips negli ultimi giri della corsa. Il pilota norvegese ottiene il terzo posto nella Sprint Race di Zandvoort e a fine stagione finisce decimo in classifica.

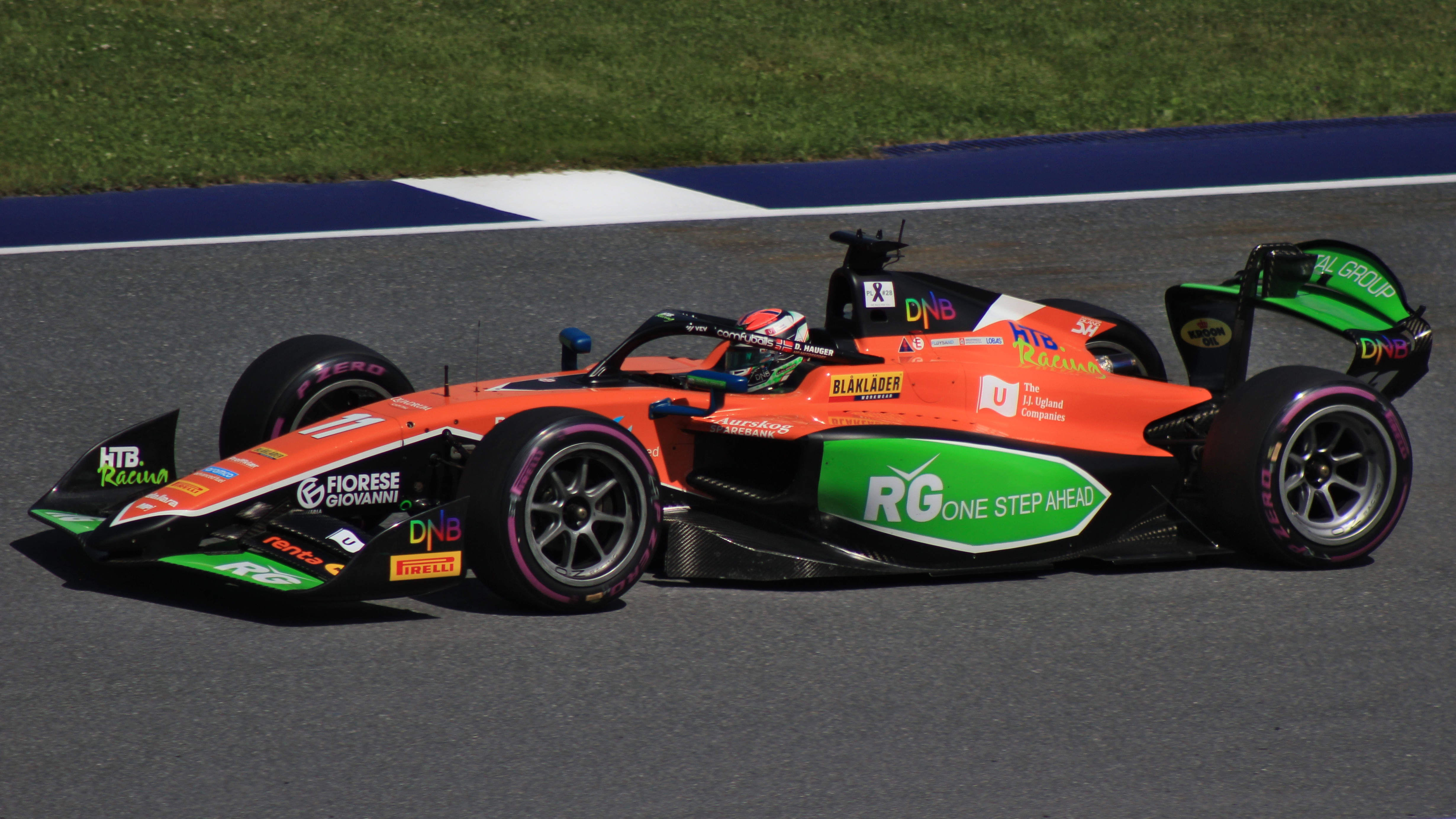
Dennis Hauger nel 2024 durante la stagione di F2

L'anno seguente Hauger continua nella serie, lasciando il team Prema dopo due stagioni per unirsi al team campione in carica MP Motorsport. Con il secondo posto nella Sprint Race di Sakhir dietro a Ralph Boschung ottiene il quinto podio nella serie. Durante la stagione ottiene altre due vittorie, la prima arriva nella Sprint Race di Melbourne davanti a Jak Crawford e la seconda nella Sprint dell'Hungaroring davanti ad Ayumu Iwasa.
Pur non avendo più il sostegno della Red Bull, Hauger continua in Formula 2 nel 2024, rimanendo legato al team MP Motorsport. Con il team olandese prende parte anche al Gran Premio di Macao 2023. A Jeddah, secondo round della stagione di F2 ottiene la vittoria nella Sprint Race dopo la squalifica di Richard Verschoor. Nello stesso weekend arriva anche il terzo posto nella Feature Race. A Melbourne ottiene la pole davanti ad Andrea Kimi Antonelli, nella Sprint Race ottiene il secondo posto mentre nella Feature Race è costretto al ritiro. Il suo quarto podio stagionale arriva nella Sprint Race Montecarlo dove chiude terzo dietro Taylor Barnard e Gabriel Bortoleto. Per tornare sul podio deve aspettare quattro round, alla Sprint Race di Spa dove chiude secondo dietro Zak O'Sullivan. Hauger lascia il campionato con due round d'anticipo venendo sostituito da Richard Verschoor.

### NXT
Per la stagione 2025 lascia le corse europee per legarsi al team Andretti Global correndo nella Indy NXT, serie propedeutica della IndyCar Series.

### Formula 1 e Formula E
Nel settembre 2017, Hauger è stato nominato come uno dei quattro nuovi acquisti per il Red Bull Junior Team. A fine 2023 Hauger esce dal programma della scuderia austriaca. In primavera del 2024 Hauger partecipa ai Rookie Test della Formula E di Berlino con il team Porsche Formula E.

## Risultati

### Riepilogo carriera
| Stagione | Categoria                       | Team                         | Gare | Vittorie | Pole | GPV | Podi | Punti | Pos. |
| -------- | ------------------------------- | ---------------------------- | ---- | -------- | ---- | --- | ---- | ----- | ---- |
| 2018     | F4 Britannica                   | TRS Arden Junior Racing Team | 30   | 4        | 4    | 4   | 10   | 329   | 4º   |
| 2019     | ADAC Formula 4 Championship     | Van Amersfoort Racing        | 20   | 6        | 5    | 8   | 10   | 251   | 2º   |
| 2019     | Formula 4 Italiana              | Van Amersfoort Racing        | 21   | 12       | 7    | 9   | 16   | 369   | 1º   |
| 2019     | Euroformula Open                | Motopark                     | 2    | 0        | 0    | 0   | 0    | 18    | 19º  |
| 2020     | Campionato FIA di Formula 3     | Hitech Grand Prix            | 18   | 0        | 0    | 0   | 1    | 14    | 17º  |
| 2020     | Formula Regional Europea        | Van Amersfoort Racing        | 8    | 1        | 2    | 1   | 6    | 134   | 7º   |
| 2021     | Campionato FIA di Formula 3     | Prema Powerteam              | 20   | 4        | 3    | 4   | 9    | 205   | 1º   |
| 2022     | Porsche Carrera Cup Scandinavia | Porsche Experience Racing    | 5    | 0        | 0    | 0   | 1    | 61    | 12º  |
| 2022     | Campionato FIA di Formula 2     | Prema Racing                 | 28   | 2        | 0    | 3   | 4    | 116   | 10º  |
| 2023     | Campionato FIA di Formula 2     | MP Motorsport                | 25   | 2        | 0    | 1   | 4    | 113   | 8º   |
| 2024     | Campionato FIA di Formula 2     | MP Motorsport                | 24   | 1        | 2    | 1   | 5    | 85,5  | 11º  |

* Stagione in corso.

### Risultati in Formula 3
(legenda) (Le gare in grassetto indicano la pole position) (Le gare in corsivo indicano Gpv)
| Stagione | Team   | 1    | 2    | 3    | 4    | 5   | 6   | 7    | 8    | 9    | 10   | 11  | 12  | 13  | 14  | 15  | 16  | 17  | 18  | 19  | 20  | 21  | Punti | Pos. |
| -------- | ------ | ---- | ---- | ---- | ---- | --- | --- | ---- | ---- | ---- | ---- | --- | --- | --- | --- | --- | --- | --- | --- | --- | --- | --- | ----- | ---- |
| 2020     | Hitech | RBR1 | RBR1 | RBR2 | RBR2 | HUN | HUN | SIL1 | SIL1 | SIL2 | SIL2 | CAT | CAT | SPA | SPA | MNZ | MNZ | MUG | MUG |     |     |     | 14    | 17º  |
| 2020     | Hitech | 15   | 22   | 18   | 12   | 8   | 3   | 16   | 17   | Rit  | 20   | 18  | 26  | 15  | 19  | 12  | 15  | 14  | 12  |     |     |     | 14    | 17º  |
| 2021     | Prema  | CAT  | CAT  | CAT  | LEC  | LEC | LEC | RBR  | RBR  | RBR  | HUN  | HUN | HUN | SPA | SPA | SPA | ZAN | ZAN | ZAN | SOC | SOC | SOC | 205   | 1º   |
| 2021     | Prema  | 8    | Rit  | 1    | 9    | 2   | 2   | 1    | 3    | 2    | 5    | 5   | 1   | 14  | 9   | 8   | 7   | Rit | 1   | 2   | C   | 24  | 205   | 1º   |

### Risultati in Formula 2
(legenda) (Le gare in grassetto indicano la pole position) (Le gare in corsivo indicano Gpv)
| Stagione | Team          | 1   | 2   | 3   | 4   | 5   | 6   | 7   | 8   | 9   | 10  | 11  | 12  | 13  | 14  | 15  | 16  | 17  | 18  | 19  | 20  | 21  | 22  | 23  | 24  | 25  | 26  | 27  | 28  | Punti | Pos. |
| -------- | ------------- | --- | --- | --- | --- | --- | --- | --- | --- | --- | --- | --- | --- | --- | --- | --- | --- | --- | --- | --- | --- | --- | --- | --- | --- | --- | --- | --- | --- | ----- | ---- |
| 2022     | Prema Racing  | BHR | BHR | JED | JED | IMO | IMO | CAT | CAT | MON | MON | BAK | BAK | SIL | SIL | RBR | RBR | PAU | PAU | HUN | HUN | SPA | SPA | ZAN | ZAN | MNZ | MNZ | YMC | YMC | 116   | 10º  |
| 2022     | Prema Racing  | 9   | Rit | 16  | 6   | 3   | Rit | 12  | 13  | 1   | 7   | Rit | 1   | 15  | Rit | 9   | 4   | 12  | 16  | Rit | 19  | 10  | 12  | 3   | 4   | 8   | 9   | 4   | 4   | 116   | 10º  |
| 2023     | MP Motorsport | BHR | BHR | JED | JED | ALB | ALB | BAK | BAK | MON | MON | CAT | CAT | RBR | RBR | SIL | SIL | HUN | HUN | SPA | SPA | ZAN | ZAN | MNZ | MNZ | YMC | YMC |     |     | 113   | 8º   |
| 2023     | MP Motorsport | 2   | Rit | 8   | 5   | 1   | Rit | Rit | 6   | 16  | 5   | 4   | 8   | 6   | 11  | 12  | 14  | 1   | 7   | 3   | SQ  | C   | 5   | 12  | 5   | 4   | 7   |     |     | 113   | 8º   |
| 2024     | MP Motorsport | BHR | BHR | JED | JED | ALB | ALB | IMO | IMO | MON | MON | CAT | CAT | RBR | RBR | SIL | SIL | HUN | HUN | SPA | SPA | MNZ | MNZ | BAK | BAK | LUS | LUS | YMC | YMC | 85,5  | 11º  |
| 2024     | MP Motorsport | 8   | 8   | 1   | 3   | 2   | Rit | Rit | 12  | 3   | 6   | 12  | Rit | 5   | 12  | 7   | 9   | 4   | 6   | 2   | 12  | 8   | Rit | 14  | 9   |     |     |     |     | 85,5  | 11º  |

### Risultati in Indy NXT
(legenda) (Le gare in grassetto indicano la pole position) (Le gare in corsivo indicano Gpv)
| Stagione | Team            | 1   | 2   | 3   | 4   | 5   | 6   | 7   | 8   | 9   | 10  | 11  | 12  | 13  | 14  | Punti | Pos. |
| -------- | --------------- | --- | --- | --- | --- | --- | --- | --- | --- | --- | --- | --- | --- | --- | --- | ----- | ---- |
| 2025     | Andretti Global | STP | ALA | IMS | IMS | DET | GAT | ROA | MOH | IOW | LAG | LAG | POR | MIL | NSH | 187*  |      |
| 2025     | Andretti Global | 1L  | 1L  | 8   | 1L  |     |     |     |     |     |     |     |     |     |     | 187*  |      |

### Risultati Gran Premio di Macao
| Anno | Team          | Auto         | Qualifica | Gara |
| ---- | ------------- | ------------ | --------- | ---- |
| 2023 | MP Motorsport | Dallara F319 | 5°        | 2°   |